# 윌리엄 셰이너
윌리엄 브레넌 셰이너(영어: William Brennen Shaner, 1989년 3월 19일~)는 미국의 사격 선수이다. 2020년 하계 올림픽에서 남자 10m 공기소총 금메달을 획득했다.